# 2008-as US Open (tenisz)
A 2008-as US Open az év negyedik Grand Slam-tornája volt, a US Open 128. kiadása. New Yorkban, a Flushing Meadows kemény borítású pályáin rendezték meg augusztus 25. és szeptember 7. között.
A férfiak címvédője Roger Federer zsinórban ötödik győzelmét szerezte meg, a döntőben az élete első Grand Slam-döntőjét játszó Andy Murrayt legyőzve. Ezzel ő lett az első teniszező, aki két Grand Slam-tornán is ötször tudott diadalmaskodni egymás után (Wimbledon mellett).
A női címvédő Justine Henin 2008 májusában visszavonult, így biztos volt, hogy új bajnokot avatnak. A torna előtt egyedülálló módon hatan is eséllyel indultak a világelsőségért. A tornát végül Serena Williams nyerte meg, 9. Grand Slam-címét és harmadik US Open-győzelmét begyűjtve. A döntőben az első Grand Slam-döntőjét játszó Jelena Jankovićot győzte le, ezzel ő lett a világelső is.

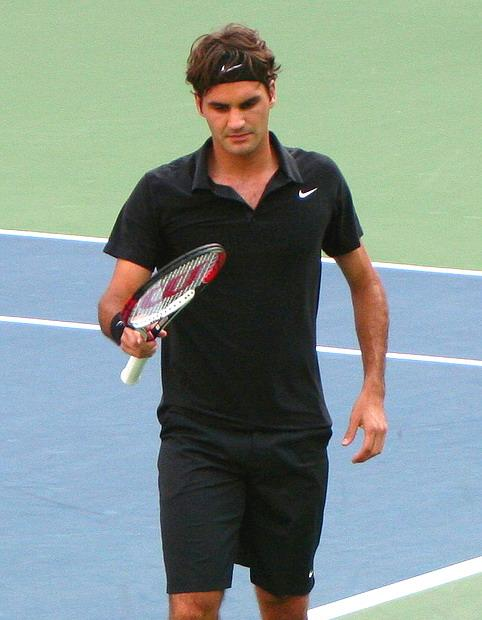
Az ötszörös bajnok
Roger Federer

## Döntők

### Férfi egyes
Roger Federer -  Andy Murray 6-2, 7-5, 6-2

### Női egyes
Serena Williams -  Jelena Janković 6-4, 7-5

### Férfi páros
Bob Bryan /  Mike Bryan -  Lukáš Dlouhý /  Lijendar Pedzs 7-6(5), 7-6(10)

### Női páros
Cara Black /  Liezel Huber' -  Lisa Raymond /  Samantha Stosur 6-3, 7-6(6)

### Vegyes páros
Cara Black /  Lijendar Pedzs -  Liezel Huber /  Jamie Murray 7-6(6), 6-4

## Juniorok

### Fiú egyéni
Grigor Dimitrov –  Devin Britton, 6–4, 6–3

### Lány egyéni
Coco Vandeweghe –  Gabriela Paz Franco, 7–6(3), 6–1

### Fiú páros
Niki Moser /  Cedrik-Marcel Stebe –  Henri Kontinen /  Christopher Rungkat, 7–6(5), 3–6, [10–8]

### Lány páros
Noppawan Lertcheewakarn /  Sandra Roma –  Mallory Burdette /  Sloane Stephens, 6–0, 6–2

## Kiemeltek
Visszaléptek: Marija Sarapova, Mario Ančić, Lleyton Hewitt, Márkosz Pagdatísz, Szánija Mirza, Juan Carlos Ferrero, Mihail Juzsnij, Ivan Ljubičić
| 1. Rafael Nadal (Elődöntő, vereség Andy Murray ellen) 2. Roger Federer (Bajnok) 3. Novak Đoković (Elődöntő, vereség Roger Federer ellen) 4. David Ferrer (3. kör, vereség Nisikori Kei ellen) 5. Nyikolaj Davigyenko (4. kör, vereség Gilles Müller ellen) 6. Andy Murray (Döntő, vereség Roger Federer ellen) 7. David Nalbandian (3. kör, vereség Gaël Monfils ellen) 8. Andy Roddick (Negyeddöntő, vereség Novak Đoković ellen) 9. James Blake (3. kör, vereség Mardy Fish ellen) 10. Stanislas Wawrinka (4. kör, vereség Andy Murray ellen) 11. Fernando González (4. kör, vereség Andy Roddick ellen) 12. Richard Gasquet (1. kör, vereség Tommy Haas ellen) 13. Fernando Verdasco (3. kör, vereség Igor Andrejev ellen) 14. Ivo Karlović (3. kör, vereség Sam Querrey ellen) 15. Tommy Robredo (4. kör, vereség Novak Đoković ellen) 16. Gilles Simon (3. kör, vereség Juan Martín del Potro ellen) 17. Juan Martín del Potro (Negyeddöntő, vereség Andy Murray ellen) 18. Nicolás Almagro (3. kör, vereség Gilles Müller ellen) 19. Jo-Wilfried Tsonga (3. kör, vereség Tommy Robredo ellen) 20. Nicolas Kiefer (1. kör, feladta Ivo Minar ellen) 21. Mihail Juzsnij (Visszalépett) 22. Tomáš Berdych (1. kör, vereség Sam Querrey ellen) 23. Igor Andrejev (4. kör, vereség Roger Federer ellen) 24. Paul-Henri Mathieu (2. kör, vereség Mardy Fish ellen) 25. Philipp Kohlschreiber (2. kör, feladta Viktor Troicki ellen) 26. Dmitrij Turszunov (3. kör, vereség Nyikolaj Davigyenko ellen) 27. Feliciano López (1. kör, vereség Jürgen Melzer ellen) 28. Radek Štěpánek (3. kör, vereség Roger Federer ellen) 29. Juan Mónaco (1. kör, vereség Nisikori Kei ellen) 30. Marin Čilić (3. kör, vereség Novak Đoković ellen) 31. Andreas Seppi (3. kör, vereség Andy Roddick ellen) 32. Gaël Monfils (4. kör, vereség Mardy Fish ellen) | 1. Ana Ivanović (2. kör, vereség Julie Coin ellen) 2. Jelena Janković (Döntő, vereség Serena Williams ellen) 3. Szvetlana Kuznyecova (3. kör, vereség Katarina Srebotnik ellen) 4. Serena Williams (Bajnok) 5. Jelena Gyementyjeva (Elődöntő, vereség Jelena Janković ellen) 6. Gyinara Szafina (Elődöntő, vereség Serena Williams ellen) 7. Venus Williams (Negyeddöntő, vereség Serena Williams ellen) 8. Vera Zvonarjova (2. kör, vereség Tetyana Perebijnyisz ellen) 9. Agnieszka Radwańska (4. kör, vereség Venus Williams ellen) 10. Anna Csakvetadze (1. kör, vereség Jekatyerina Makarova ellen) 11. Daniela Hantuchová (1. kör, vereség Anna-Lena Grönefeld ellen) 12. Marion Bartoli (4. kör, vereség Sybille Bammer ellen) 13. Szávay Ágnes (2. kör, vereség Tathiana Garbin ellen) 14. Viktorija Azaranka (3. kör, vereség Caroline Wozniacki ellen) 15. Patty Schnyder (Negyeddöntő, vereség Jelena Gyementyjeva ellen) 16. Flavia Pennetta (Negyeddöntő, vereség Gyinara Szafina ellen) 17. Alizé Cornet (3. kör, vereség Anna-Lena Grönefeld ellen) 18. Dominika Cibulková (3. kör, vereség Agnieszka Radwańska ellen) 19. Nagyja Petrova (3. kör, vereség Flavia Pennetta ellen) 20. Nicole Vaidišová (2. kör, vereség Séverine Brémond ellen) 21. Caroline Wozniacki (4. kör, vereség Jelena Janković ellen) 22. Marija Kirilenko (1. kör, vereség Tamira Paszek ellen) 23. Lindsay Davenport (3. kör, vereség Marion Bartoli ellen) 24. Sahar Peér (1. kör, vereség Li Na ellen) 25. Francesca Schiavone (2. kör, vereség Anne Keothavong ellen) 26. Anabel Medina Garrigues (2. kör, vereség Cseng Csie ellen) 27. Aljona Bondarenko (3. kör, vereség Venus Williams ellen) 28. Katarina Srebotnik (4. kör, vereség Patty Schnyder ellen) 29. Sybille Bammer (Negyeddöntő, vereség Jelena Janković ellen) 30. Szugijama Ai (3. kör, vereség Serena Williams ellen) 31. Virginie Razzano (1. kör, vereség Bacsinszky Tímea ellen) 32. Amélie Mauresmo (4. kör, vereség Flavia Pennetta ellen) |